# José María López

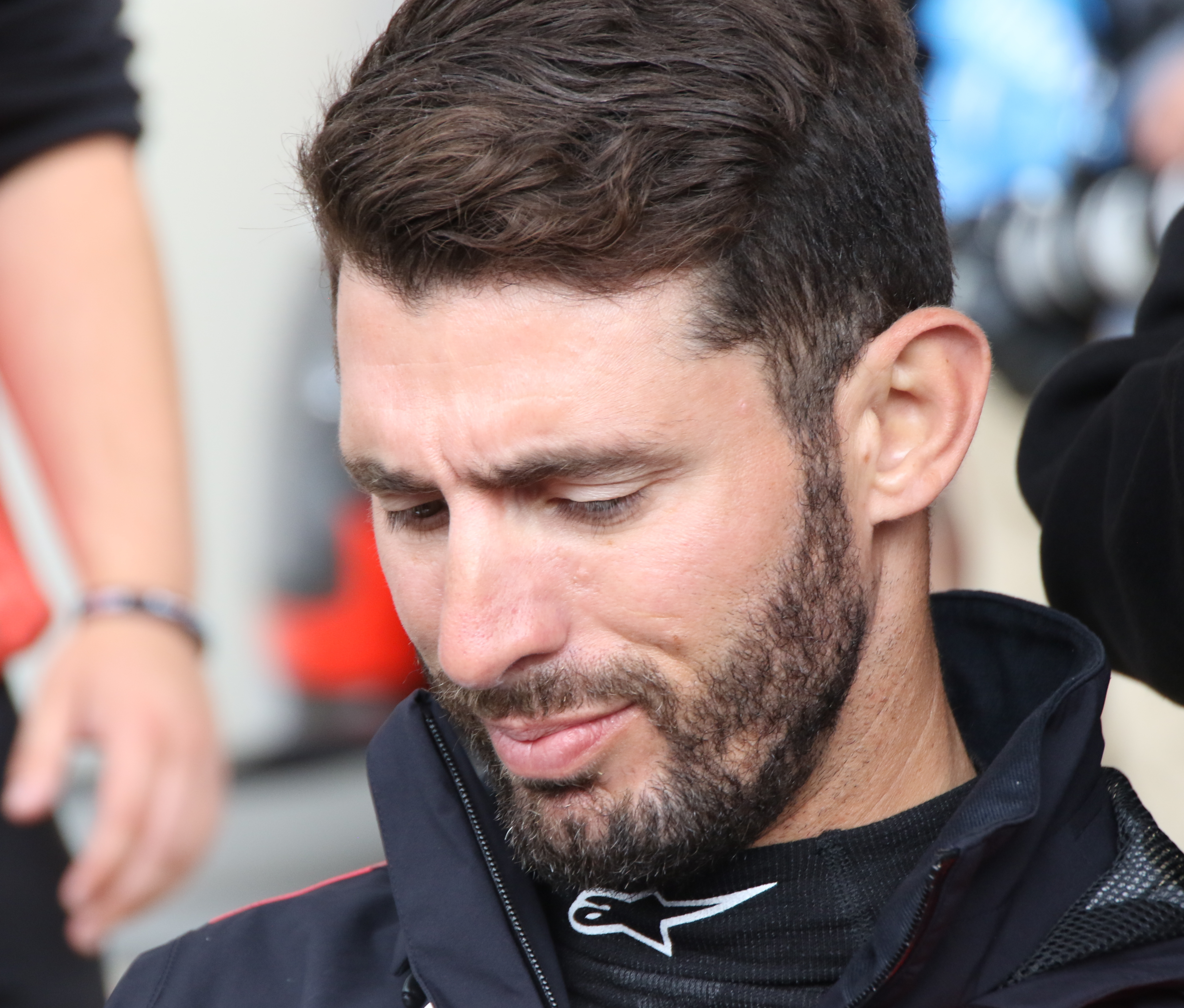
José María López 2022

José María „Pechito“ López (* 26. April 1983 in Río Tercero) ist ein argentinischer Automobilrennfahrer. Er fährt aktuell für Akkodis ASP in der FIA-Langstrecken-Weltmeisterschaft.
López war von 2001 bis 2006 im Formelsport aktiv. Er gewann 2003 den Formel Renault V6 Eurocup und trat 2005 und 2006 in der GP2-Serie an. Seit 2007 ist López im Tourenwagensport aktiv. Von 2007 bis 2013 fuhr er in der argentinischen TC 2000. 2008, 2009 und 2012 entschied er die Meisterschaft für sich. Von 2013 bis 2016 fuhr er in der Tourenwagen-Weltmeisterschaft (WTCC), die er 2014, 2015 und 2016 gewann. Zur Saison 2016/17 kehrte López in den Formelsport zurück und startete bis 2019 in der FIA-Formel-E-Meisterschaft.

## Karriere

### Anfänge im Motorsport (2001–2006)
2001 begann López seine Motorsportkarriere im Formelsport im Formel Renault 2.0 Eurocup. In seiner ersten Saison erreichte er den 17. Platz in der Gesamtwertung. Ein Jahr später fuhr er erneut in dieser Rennserie und erreichte den vierten Rang. Außerdem startete López in der italienischen Formel Renault, in der er auf Anhieb Meister wurde. 2003 wechselte López in den Formel Renault V6 Eurocup und wurde dort für DAMS startend Meister. 2003 nahm er außerdem für Renault an Formel-1-Testfahrten teil.
2004 startete López für das von Coloni Motorsport betreute Team CMS Performance in der internationalen Formel-3000-Meisterschaft. Sein Teamkollege war Mathias Lauda. López wurde mit zwei dritten Plätzen als beste Resultate Sechster im Gesamtklassement. Mit 28 zu 5 Punkten gewann er das interne Duell gegen Lauda. Darüber hinaus bestritt er für DAMS vier Rennen im Formel Renault V6 Eurocup.
2005 wechselte López in die GP2-Serie, die Nachfolgeserie der Formel 3000. Als Teamkollege von Fairuz Fauzy ging er erneut für DAMS an den Start. Bereits bei seinem Debütrennen in Imola erreichte er mit dem zweiten Platz eine Podest-Platzierung. Beim Sprintrennen auf dem Circuit de Catalunya erzielte er seinen ersten Sieg. Mit insgesamt drei Podest-Platzierungen schloss er die Saison auf dem neunten Platz der Gesamtwertung ab, während Fauzy punktelos 24ster wurde. 2006 wechselte López innerhalb der GP2-Serie zusammen mit seinem Teamkollegen Fairuz Fauzy zu Super Nova Racing. López stand dreimal auf dem Podium, wobei ein zweiter Platz in Hockenheim sein bestes Ergebnis war. In der Meisterschaft belegte er den zehnten Platz. Fauzy wurde erneut punktelos 24ster. Darüber hinaus absolvierte López 2005 und 2006 Formel-1-Testfahrten für Renault.

### TC 2000 (2007–2013)
2007 wechselte López in den Tourenwagensport. Er erhielt ein Cockpit in der TC 2000, einer argentinischen Tourenwagen-Meisterschaft. Mit drei Siegen schloss er seine Debütsaison auf dem fünften Platz ab. Außerdem startete er bei einem Rennen der American Le Mans Series (ALMS).
2008 gewann López den Meistertitel der TC 2000 mit vier Siegen. Darüber hinaus bestritt er Rennen in der FIA-GT-Meisterschaft und der Turismo Carretera Argentina.
2009 verteidigte López mit drei Siegen den Gesamtsieg der TC 2000. Darüber hinaus gewann er die argentinische Top Race V6 und entschied den Copa de Oro Rio Uruguay Seguros TC für sich. In der Turismo Carretera Argentina wurde er Zweiter, in der TC2000 Copa Endurance Series Siebter.
2010 stand er bereits als Stammpilot beim neu zugelassenen Team US F1 in der Formel 1 unter Vertrag. Nach wochenlangen Spekulationen über ein Scheitern des US-amerikanischen Motorsportprojekts löste López seinen Vertrag schließlich wieder auf. US F1 trat nie zu einem Formel-1-Rennen an. López bestritt stattdessen weiterhin Tourenwagen- und GT-Rennen. In der TC 2000 wurde er Sechster, in der TC2000 Copa Endurance Series Neunter, in der Top Race V6 22. in der Copa América und in der Turismo Carretera Argentina 36ster. Außerdem bestritt López zwei Rennen in der neugegründeten FIA-GT1-Weltmeisterschaft.
2011 gelangen López wieder bessere Gesamtplatzierungen. In der TC 2000 schloss er die Meisterschaft mit drei Siegen auf dem fünften Rang ab. In der Turismo Carretera Argentina wurde er Vierter, in der Top Race V6 Zweiter.
2012 gewann López vier TC-2000-Rennen und entschied die Meisterschaft zum dritten Mal für sich. In der Turismo Carretera Argentina wurde er 23ster, in der Top Race V6 25ster.
2013 schloss López die TC 2000 mit einem Sieg als Gesamtfünfter ab. Erfolgreicher war er in der Top Race V6, in der er Vizemeister wurde. In der Turismo Carretera Argentina erreichte er den neunten Gesamtrang. Darüber hinaus debütierte López 2013 für Wiechers-Sport in der Tourenwagen-Weltmeisterschaft (WTCC). In einem BMW 320 TC nahm er an den argentinischen Rennen in Río Hondo teil. Nach einem fünften Platz im ersten Lauf, entschied er den zweiten für sich. In der Weltmeisterschaft erreichte er damit Rang 15.

### WTCC (2014–2016)

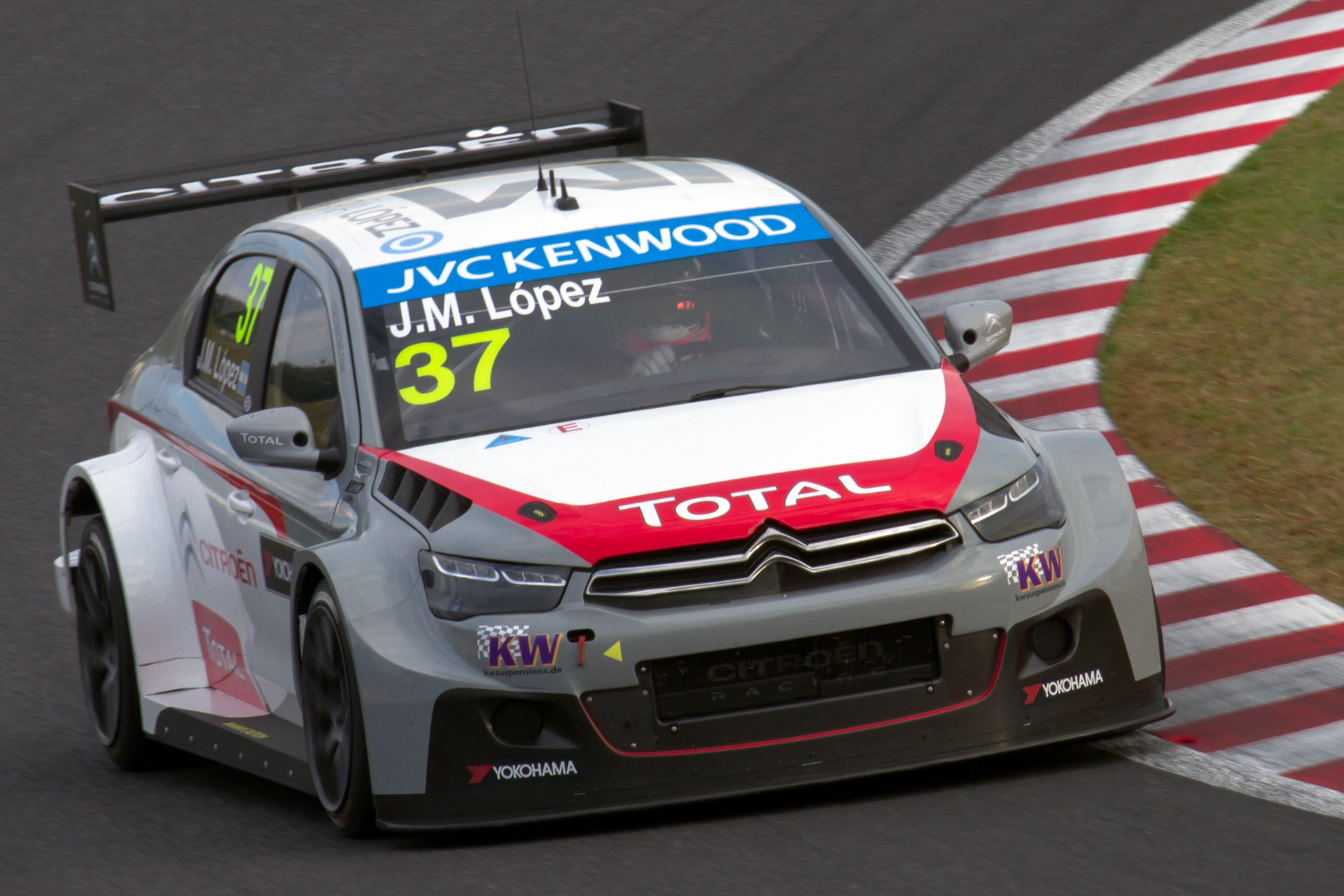
José María López in der Tourenwagen-Weltmeisterschaft 2014 in einem Citroën C-Elysée WTCC

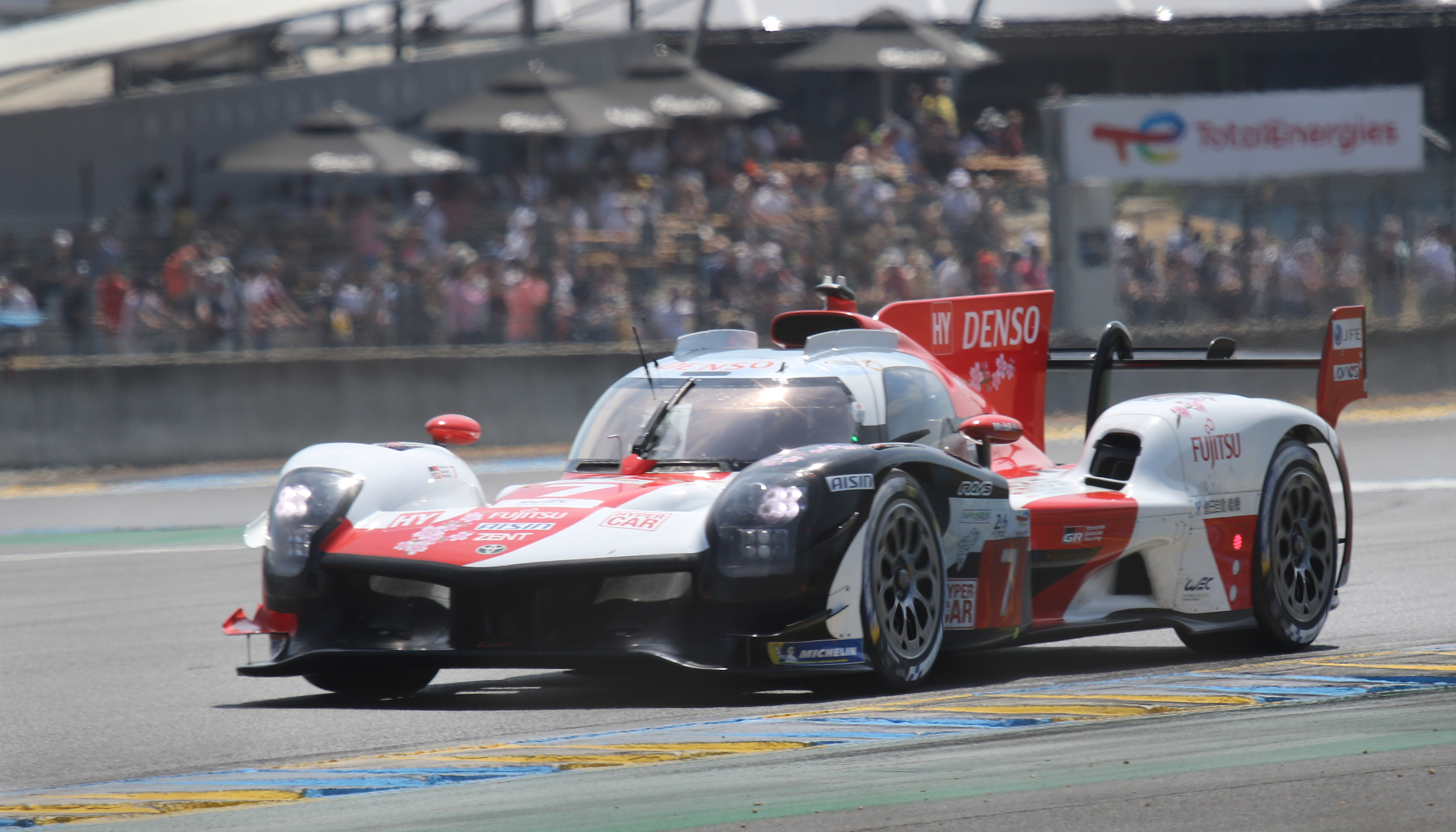
José María López im Toyota GR010 Hybrid, 2023 in Le Mans

Aufgrund des starken Debüts erhielt López Ende 2013 die Möglichkeit, den Citroën C-Elysée WTCC zu testen. Anschließend wurde es als einer von drei Werksstammpiloten von Citroën Total WTCC für die Tourenwagen-Weltmeisterschaft 2014 vorgestellt. Beim Saisonauftakt in Marrakesch erzielte er von der Pole-Position startend den ersten WTCC-Sieg für Citroën. Ihm gelangen weitere Siege in Le Castellet, Salzburg, Wolokolamsk und Spa-Francorchamps. Bei seiner Heim-Veranstaltung in Río Hondo gewann er beide Rennen. In Shanghai, Suzuka und Macau folgten weitere Siege. López entschied die Weltmeisterschaft vorzeitig für sich. Ihm gelangen bei 23 Rennen zehn Siege, 17 Podest-Platzierungen und sieben Pole-Positions. Er fiel nur bei einem Rennen aus und kam sonst stets in die Top 6. Mit 462 Punkten lag er am Saisonende über 100 Punkte vor seinem Teamkollegen Yvan Muller, der mit 336 Punkten Zweiter wurde.
2015 trat López erneut für Citroën in der Tourenwagen-Weltmeisterschaft an. Er gewann bei den ersten vier Veranstaltungen in Río Hondo, Marrakesch, Mogyoród und auf dem Nürburgring jeweils das erste Rennen. Es folgten weitere Siege in Le Castellet, Vila Real, Suzuka, Shanghai, Buriram und Doha. López verteidigte seinen Weltmeistertitel. Am Saisonende lag er mit 475 zu 357 Punkten vor seinem ersten Verfolger, seinem Teamkollegen Muller. Außerdem nahm er als Gaststarter an einem Rennen der Stock Car Brasil teil.
Auch die Tourenwagen-Weltmeisterschaft 2016 bestritt López für Citroën, die nur noch zwei Werksfahrzeuge für ihn und Muller einsetzten. López gewann in Le Castellet, Orechová Potôň, Mogyoród, Marrakesch, Río Hondo und Shanghai ein Rennen und auf dem Nürburgring beide Läufe. Die Weltmeisterschaft entschied er erneut vorzeitig für sich. Mit 381 zu 257 Punkten setzte er sich gegen Muller durch.

### FIA-Formel-E-Meisterschaft (seit 2016/17)
Nach drei Weltmeistertiteln in Folge verließ López den Tourenwagensport und kehrte in den Formelsport zurück. Zur FIA-Formel-E-Meisterschaft 2016/17 wechselte er in die FIA-Formel-E-Meisterschaft und erhielt ein Cockpit beim von Citroën unterstützten DS Virgin Racing Formula E Team. Für sein Debütrennen, dem Hongkong ePrix qualifizierte er sich für den dritten Platz. Im Rennen schied er aus. Bei dem nächsten Rennen in Marrakesch, Buenos Aires und Mexiko-Stadt folgten Ankünfte innerhalb der Top 10, zwei sechste Plätze und ein zehnter Rang. Beim sechsten WM-Lauf, dem Paris ePrix, erzielte López mit einem zweiten Platz seine erste Podiumsplatzierung in der Formel E. Beide Rennen in New York setzte Jose Maria López wegen eines Einsatzes in der WEC aus. Er wurde von Alex Lynn vertreten. Für die letzten beiden Rennen in Montreal stieg er wieder ins Formel-E-Cockpit. Das erste der zwei Rennen dort beendete er nicht, beim zweiten Rennen konnte er mit einem dritten Platz seine zweite Podiumsplatzierung der Saison erzielen. In der Gesamtwertung belegte er mit 65 Punkten den neunten Rang.
Sein zum Ende der Saison 2016/17 auslaufender Vertrag bei DS Virgin wurde nicht verlängert. Zum dritten Saisonrennen der Saison 2017/18 in Marrakesch wurde López von Dragon Racing als Ersatz von Neel Jani verpflichtet. Bei diesem Rennen erzielte er dank eines sechsten Platzes acht Punkte. Im Laufe der Saison erzielte er zwei weitere Platzierungen unter den ersten Zehn. Am Saisonende belegte López den 17. Rang in der Gesamtwertung.
Auch 2018/19 trat López wieder für Dragon an. Mit drei Punkten belegte er am Saisonende den 21. Platz in der Fahrerwertung.

## Statistik

### Karrierestationen
| - 2001: Formel Renault 2000 Eurocup (Platz 17) - 2002: Formel Renault 2000 Eurocup (Platz 4) - 2002: Italienische Formel Renault (Meister) - 2003: Formel Renault V6 Eurocup (Meister) - 2004: Formel 3000 (Platz 6) - 2004: Formel Renault V6 Eurocup - 2005: GP2-Serie (Platz 9) - 2006: GP2-Serie (Platz 10) - 2006: Formel 1 (Testfahrer) - 2007: TC 2000 (Platz 5) - 2007: ALMS, GT2 - 2008: TC 2000 (Meister) - 2008: Turismo Carretera Argentina (Platz 15) | - 2008: FIA GT, GT1 (Platz 19) - 2009: TC 2000 (Meister) - 2009: Turismo Carretera Argentina (Platz 2) - 2009: Top Race V6 (Meister) - 2009: Copa de Oro Rio Uruguay Seguros TC (Meister) - 2009: TC2000 Copa Endurance Series (Platz 7) - 2010: TC 2000 (Platz 6) - 2010: Turismo Carretera Argentina (Platz 36) - 2010: Top Race V6, Copa América (Platz 22) - 2010: TC2000 Copa Endurance Series (Platz 9) - 2010: FIA-GT1-WM (Platz 37) - 2011: TC 2000 (Platz 5) - 2011: Turismo Carretera Argentina (Platz 4) | - 2011: Top Race V6 (Platz 2) - 2012: TC 2000 (Meister) - 2012: Turismo Carretera Argentina (Platz 23) - 2012: Top Race V6 (Platz 25) - 2013: TC 2000 (Platz 5) - 2013: Turismo Carretera Argentina (Platz 9) - 2013: Top Race V6 (Platz 2) - 2013: WTCC (Platz 15) - 2014: WTCC (Weltmeister) - 2015: WTCC (Weltmeister) - 2016: WTCC (Weltmeister) - 2017: Formel E (Platz 9) - 2018: Formel E (Platz 17) |

### Einzelergebnisse in der GP2-Serie
| Jahr | Team              | 1   | 2   | 3   | 4   | 5   | 6   | 7   | 8   | 9   | 10  | 11  | 12  | 13  | 14  | 15  | 16  | 17  | 18  | 19  | 20  | 21  | 22  | 23  | Punkte | Rang |
| ---- | ----------------- | --- | --- | --- | --- | --- | --- | --- | --- | --- | --- | --- | --- | --- | --- | --- | --- | --- | --- | --- | --- | --- | --- | --- | ------ | ---- |
| 2005 | DAMS              | ITA | ITA | ESP | ESP | MON | GER | GER | FRA | FRA | GBR | GBR | GER | GER | HUN | HUN | TUR | TUR | ITA | ITA | BEL | BEL | BRN | BRN | 36     | 9.   |
| 2005 | DAMS              | 2   | 11  | 6   | 1   | DNF | 13  | 14  | 2   | DNF | 9   | DNF | 13  | 10  | DNF | DNF | 6   | 7   | DNF | DNF | 10  | 8   | 4   | 4   | 36     | 9.   |
| 2006 | Super Nova Racing | ESP | ESP | ITA | ITA | GER | GER | ESP | ESP | MON | GBR | GBR | FRA | FRA | GER | GER | HUN | HUN | TUR | TUR | ITA | ITA |     |     | 30     | 10.  |
| 2006 | Super Nova Racing | 5   | DNF | DNF | DNF | 4   | 3   | DNF | DNF | DNF | DNF | 14  | 3   | DNF | 7   | 2   | 8   | DNF | 9   | 11  | DNF | DNF |     |     | 30     | 10.  |

### Einzelergebnisse in der FIA-Formel-E-Meisterschaft
| Jahr    | Team                            | 1     | 2   | 3   | 4     | 5   | 6   | 7    | 8   | 9    | 10  | 11  | 12  | 13  | 14 | 15 | 16 | Punkte | Rang |
| ------- | ------------------------------- | ----- | --- | --- | ----- | --- | --- | ---- | --- | ---- | --- | --- | --- | --- | -- | -- | -- | ------ | ---- |
| 2016/17 | DS Virgin Racing Formula E Team | HKG   | MAR | BUE | MEX   | MON | PAR | BER  | BER | NYC  | NYC | MTR | MTR |     |    |    |    | 65     | 9.   |
| 2016/17 | DS Virgin Racing Formula E Team | °DNF° | 10  | 10  | 6     | DNF | 2   | 4    | 5   |      |     | DNF | 3   |     |    |    |    | 65     | 9.   |
| 2017/18 | Dragon Racing                   | HKG   | HKG | MAR | SAN   | MEX | PUN | ROM  | PAR | BER  | ZÜR | NYC | NYC |     |    |    |    | 14     | 17.  |
| 2017/18 | Dragon Racing                   |       |     | 6   | °DNF° | 12  | 8   | *17* | 10  | 18   | 12  | DNF | DNF |     |    |    |    | 14     | 17.  |
| 2018/19 | Geox Dragon                     | DIR   | MAR | SAN | MEX   | HKG | SAY | ROM  | PAR | MCO  | BER | BRN | NYC | NYC |    |    |    | 3      | 21.  |
| 2018/19 | Geox Dragon                     | DNF   | 11  | 9   | 17    | 11  | DNF | 16   | 13  | °10° | 20  | DSQ | 12  | DNF |    |    |    | 3      | 21.  |

| Legende                      | Legende       | Legende                                                                 |
| Farbe                        | Abkürzung     | Bedeutung                                                               |
| ---------------------------- | ------------- | ----------------------------------------------------------------------- |
| Gold                         | —             | Sieger                                                                  |
| Silber                       | —             | 2. Platz                                                                |
| Bronze                       | —             | 3. Platz                                                                |
| Grün                         | —             | Platzierung in den Punkten                                              |
| Blau                         | —             | Klassifiziert außerhalb der Punkteränge                                 |
| Violett                      | DNF           | Rennen nicht beendet                                                    |
| Violett                      | NC            | nicht klassifiziert                                                     |
| Rot                          | DNQ           | nicht qualifiziert                                                      |
| Schwarz                      | DSQ           | disqualifiziert                                                         |
| Weiß                         | DNS           | nicht am Start                                                          |
| Weiß                         | WD            | zurückgezogen                                                           |
| Weiß                         | C             | Rennen abgesagt                                                         |
| Blanko                       |               | nicht teilgenommen                                                      |
| Blanko                       | DNP           | gemeldet, aber nicht teilgenommen                                       |
| Blanko                       | INJ           | verletzt oder krank                                                     |
| Blanko                       | EX            | ausgeschlossen                                                          |
| sonstige Formate und Zeichen | P/fett        | Pole-Position                                                           |
| sonstige Formate und Zeichen | kursiv        | Schnellste Rennrunde (ab 2017/18: Schnellste Rennrunde der ersten Zehn) |
| sonstige Formate und Zeichen | unterstrichen | Führender in der Gesamtwertung                                          |
| sonstige Formate und Zeichen | °             | FanBoost                                                                |
| sonstige Formate und Zeichen | *             | nicht im Ziel, aufgrund der zurückgelegten Distanz aber gewertet        |
| sonstige Formate und Zeichen | ( )           | Streichresultat                                                         |

### Le-Mans-Ergebnisse
| Jahr | Team                | Fahrzeug            | Teamkollege      | Teamkollege       | Platzierung | Ausfallgrund |
| ---- | ------------------- | ------------------- | ---------------- | ----------------- | ----------- | ------------ |
| 2017 | Toyota Gazoo Racing | Toyota TS050 Hybrid | Nicolas Lapierre | Yūji Kunimoto     | Ausfall     | Unfall       |
| 2018 | Toyota Gazoo Racing | Toyota TS050 Hybrid | Mike Conway      | Kamui Kobayashi   | Rang 2      |              |
| 2019 | Toyota Gazoo Racing | Toyota TS050 Hybrid | Mike Conway      | Kamui Kobayashi   | Rang 2      |              |
| 2020 | Toyota Gazoo Racing | Toyota TS050 Hybrid | Mike Conway      | Kamui Kobayashi   | Rang 3      |              |
| 2021 | Toyota Gazoo Racing | Toyota GR010 Hybrid | Mike Conway      | Kamui Kobayashi   | Gesamtsieg  |              |
| 2022 | Toyota Gazoo Racing | Toyota GR010 Hybrid | Mike Conway      | Kamui Kobayashi   | Rang 2      |              |
| 2023 | Toyota Gazoo Racing | Toyota GR010 Hybrid | Mike Conway      | Kamui Kobayashi   | Ausfall     | Unfall       |
| 2024 | Toyota Gazoo Racing | Toyota GR010 Hybrid | Nyck de Vries    | Kamui Kobayashi   | Rang 2      |              |
| 2025 | Akkodis ASP Team    | Lexus RC F GT3      | Clemens Schmid   | Răzvan Umbrărescu | Rang 37     |              |

### Sebring-Ergebnisse
| Jahr | Team                   | Fahrzeug         | Teamkollege      | Teamkollege       | Platzierung | Ausfallgrund |
| ---- | ---------------------- | ---------------- | ---------------- | ----------------- | ----------- | ------------ |
| 2007 | Corsa White Lightning  | Ferrari F430GT   | Maurizio Mediani | Rui Águas         | Ausfall     | Wagenbrand   |
| 2022 | Ally Cadillac Racing   | Cadillac DPi V.R | Kamui Kobayashi  | Mike Rockenfeller | Rang 6      |              |
| 2025 | Vasser Sullivan Racing | Lexus RC F GT3   | Aaron Telitz     | Kyle Kirkwood     | Ausfall     | Aufhängung   |

### Einzelergebnisse in der FIA-Langstrecken-Weltmeisterschaft
| Saison  | Team             | Rennwagen                          | 1   | 2   | 3   | 4   | 5   | 6   | 7   | 8   | 9   |
| ------- | ---------------- | ---------------------------------- | --- | --- | --- | --- | --- | --- | --- | --- | --- |
| 2017    | Toyota           | Toyota TS050 Hybrid                | SIL | SPA | LEM | NÜR | MEX | AUS | FUJ | SHA | BAH |
| 2017    | Toyota           | Toyota TS050 Hybrid                | 23  |     | DNF | 3   | 4   | 4   | 2   | 4   | 4   |
| 2018/19 | Toyota           | Toyota TS050 Hybrid                | SPA | LEM | SIL | FUJ | SHA | SEB | SPA | LEM |     |
| 2018/19 | Toyota           | Toyota TS050 Hybrid                | 2   | 2   | DNF | 1   | 1   | 2   | 6   | 2   |     |
| 2019/20 | Toyota           | Toyota TS050 Hybrid                | SIL | FUJ | SHA | BAH | AUS | SPA | LEM | BAH |     |
| 2019/20 | Toyota           | Toyota TS050 Hybrid                | 1   | 2   | 3   | 1   | 3   | 1   | 3   | 1   |     |
| 2021    | Toyota           | Toyota GR010 Hybrid                | SPA | POR | MON | LEM | BAH | BAH |     |     |     |
| 2021    | Toyota           | Toyota GR010 Hybrid                | 3   | 2   | 1   | 1   | 1   | 2   |     |     |     |
| 2022    | Toyota           | Toyota GR010 Hybrid                | SEB | SPA | LEM | MON | FUJ | BAH |     |     |     |
| 2022    | Toyota           | Toyota GR010 Hybrid                | DNF | 1   | 2   | 3   | 2   | 1   |     |     |     |
| 2023    | Toyota           | Toyota GR010 Hybrid                | SEB | POR | SPA | LEM | MON | FUJ | BAH |     |     |
| 2023    | Toyota           | Toyota GR010 Hybrid                | 1   | 9   | 1   | DNF | 1   | 1   | 2   |     |     |
| 2024    | Akkodis ASP Team | Lexus RC F GT3 Toyota GR010 Hybrid | KAT | IMO | SPA | LEM | SAO | AUS | FUJ | BAH |     |
| 2024    | Akkodis ASP Team | Lexus RC F GT3 Toyota GR010 Hybrid | 31  | 32  | 29  | 2   | 29  | 26  | 24  | DNF |     |
| 2025    | Akkodis ASP Team | Lexus RC F GT3                     | KAT | IMO | SPA | LEM | SAO | AUS | FUJ | BAH |     |
| 2025    | Akkodis ASP Team | Lexus RC F GT3                     | DNF | 22  | DNF | 37  | 18  |     |     |     |     |

### Einzelergebnisse in der Tourenwagen-Weltmeisterschaft (WTCC)
| Jahr | Team               | 1   | 2   | 3   | 4   | 5   | 6   | 7   | 8   | 9   | 10  | 11  | 12  | 13  | 14  | 15  | 16  | 17  | 18  | 19  | 20  | 21  | 22  | 23  | 24  | Punkte | Rang |
| ---- | ------------------ | --- | --- | --- | --- | --- | --- | --- | --- | --- | --- | --- | --- | --- | --- | --- | --- | --- | --- | --- | --- | --- | --- | --- | --- | ------ | ---- |
| 2013 | Wiechers-Sport     | ITA | ITA | MAR | MAR | SLK | SLK | HUN | HUN | AUT | AUT | RUS | RUS | POR | POR | ARG | ARG | USA | USA | JPN | JPN | CHN | CHN | MAC | MAC | 35     | 15.  |
| 2013 | Wiechers-Sport     |     |     |     |     |     |     |     |     |     |     |     |     |     |     | 5   | 1   |     |     |     |     |     |     |     |     | 35     | 15.  |
| 2014 | Citroën Total WTCC | MAR | MAR | FRA | FRA | HUN | HUN | SLK | SLK | AUT | AUT | RUS | RUS | BEL | BEL | ARG | ARG | CHN | CHN | CHN | CHN | JPN | JPN | MAC | MAC | 462    | 1.   |
| 2014 | Citroën Total WTCC | 1   | 2   | 4   | 1   | 2   | 6   | 21  | C   | 35  | 1   | 1   | DNF | 23  | 1   | 1   | 1   | 34  | 4   | 1   | 3   | 1   | 6   | 1   | 5   | 462    | 1.   |
| 2015 | Citroën Total WTCC | ARG | ARG | MAR | MAR | HUN | HUN | GER | GER | RUS | RUS | SLK | SLK | FRA | FRA | PRT | PRT | JPN | JPN | CHN | CHN | THA | THA | QAT | QAT | 475    | 1.   |
| 2015 | Citroën Total WTCC | 1   | 2   | 1   | 3   | 13  | 6   | 1   | 2   | 2   | 12  | 2   | 2   | 3   | 1   | 1   | 5   | 12  | DNF | 1   | 3   | 1   | 3   | 1   | 8   | 475    | 1.   |
| 2016 | Citroën Total WTCC | FRA | FRA | SLK | SLK | HUN | HUN | MAR | MAR | GER | GER | RUS | RUS | PRT | PRT | ARG | ARG | JPN | JPN | CHN | CHN | QAT | QAT |     |     | 381    | 1.   |
| 2016 | Citroën Total WTCC | 6   | 1   | 5   | 13  | 13  | 1   | 2   | 1   | 1   | 1   | 5   | 8   | 5   | 5   | 5   | 1   | 4   | 21  | 4   | 1   | 9   | 3   |     |     | 381    | 1.   |

Legende
| Legende  | Legende            | Legende                                                          |
| Farbe    | Abkürzung          | Bedeutung                                                        |
| -------- | ------------------ | ---------------------------------------------------------------- |
| Gold     | –                  | Sieg                                                             |
| Silber   | –                  | 2. Platz                                                         |
| Bronze   | –                  | 3. Platz                                                         |
| Grün     | –                  | Platzierung in den Punkten                                       |
| Blau     | –                  | Klassifiziert außerhalb der Punkteränge                          |
| Violett  | DNF                | Rennen nicht beendet (did not finish)                            |
| Violett  | NC                 | nicht klassifiziert (not classified)                             |
| Rot      | DNQ                | nicht qualifiziert (did not qualify)                             |
| Rot      | DNPQ               | in Vorqualifikation gescheitert (did not pre-qualify)            |
| Schwarz  | DSQ                | disqualifiziert (disqualified)                                   |
| Weiß     | DNS                | nicht am Start (did not start)                                   |
| Weiß     | WD                 | zurückgezogen (withdrawn)                                        |
| Hellblau | PO                 | nur am Training teilgenommen (practiced only)                    |
| Hellblau | TD                 | Freitags-Testfahrer (test driver)                                |
| ohne     | DNP                | nicht am Training teilgenommen (did not practice)                |
| ohne     | INJ                | verletzt oder krank (injured)                                    |
| ohne     | EX                 | ausgeschlossen (excluded)                                        |
| ohne     | DNA                | nicht erschienen (did not arrive)                                |
| ohne     | C                  | Rennen abgesagt (cancelled)                                      |
| ohne     | keine WM-Teilnahme |                                                                  |
| sonstige | P/fett             | Pole-Position                                                    |
| sonstige | 1/2/3/4/5/6/7/8    | Punktplatzierung im Sprint-/Qualifikationsrennen                 |
| sonstige | SR/kursiv          | Schnellste Rennrunde                                             |
| sonstige | *                  | nicht im Ziel, aufgrund der zurückgelegten Distanz aber gewertet |
| sonstige | ()                 | Streichresultate                                                 |
| sonstige | unterstrichen      | Führender in der Gesamtwertung                                   |

- 1: Erster im Qualifying, 2: Zweiter im Qualifying,...